# Nesticella
Nesticella (лат.) — род пауков из семейства Пауки-нестициды.

## Распространение
В основном пантропический вид (Бразилия, Центральная и Восточная Африка, Восточная, Южная и Юго-Восточная Азия, Индокитай, Меланезия), несколько видов встречаются на Дальнем Востоке России (перенесённый в род Howaia вид Nesticella mogera встречается также в Азербайджане, на Фиджи, Гавайях и в Европе).

## Описание
Мелкие пауки, общая длина: 1,60—2,94 (самец), 2,00—3,36 (самка). Карапакс почти круглый у самцов, яйцевидный у самок, жёлтый или бледно-желтоватый, лишь изредка темный. Цефалическая область слегка приподнята с редкими волосками. Цефалическая область слегка приподнята с редкими волосками. Восемь глаз расположены в два ряда, за исключением пещерных видов, ALE>PLE=PME>AME. Ряд AER слегка изогнут, ряд PER прямой, область MOA трапециевидная, более узкая спереди. У троглобитных видов (например, N. caeca, N. gazuida) глаза сильно редуцированы, глаз AME иногда отсутствует. Шейная борозда и ямка обычно отчётливые, иногда нечёткие. Хелицеры с тремя промаргинальными зубцами и многочисленными ретромаргинальными мелкими зубчиками. Опистосома с длинными волосками, обычно с желтоватым или сероватым фоном и парами тёмных пятен, частично сливающихся друг с другом на дорсальной стороне, у некоторых видов равномерно чёрная или сероватая. Окраска и пятна могут быть более или менее заметными, а иногда сведены к тусклым.
Nesticella можно отличить от сходного рода Howaia по сочетанию следующих признаков. У самцов: (1) парацимбиум Howaia с одним вентральным апофизом без лопастных отростков и квадратным дистальным отростком (против вентрального апофиза с двумя лопастными отростками и неквадратного дистального отростка у Nesticella); (2) у Howaia базально широкий и шершавый терминальный апофиз, обычно уплощенный (против терминального апофиза, вытянутого в длину). У самок: (1) копулятивные протоки Howaia прямые и почти параллельные (против изогнутых копулятивных протоков у Nesticella), и (2) scape четырехгранная и сильно выступающая у Howaia (против узкой scape, не четырехгранной и короткой у Nesticella).

## Классификация
По данным сайта World Spider Catalog на август 2023 года род включает более 70 видов. В 2023 году из него был выделен род Howaia.
- Nesticella aelleni (Brignoli, 1972) — Шри-Ланка
- Nesticella africana (Hubert, 1970)  — Конго
- Nesticella apiculata Liu & Li, 2013 — перенесён в Howaia
- Nesticella arcuata Liu & Li, 2013 — Китай
- Nesticella baiseensis Lin, Ballarin & Li, 2016
- Nesticella baobab Lin, Ballarin & Li, 2016
- Nesticella beccus Grall & Jäger, 2016
- Nesticella benoiti (Hubert, 1970) — Зимбабве
- Nesticella brevipes (Yaginuma, 1970) — Россия, Китай, Корея, Япония
- Nesticella buicongchieni (Lehtinen & Saaristo, 1980) — Вьетнам
- Nesticella caeca Lin, Ballarin & Li, 2016
- Nesticella chillagoensis Wunderlich, 1995 — Австралия
- Nesticella chongqing Lin, Ballarin & Li, 2016
- Nesticella connectens Wunderlich, 1995 — Малайзия
- Nesticella dazhuangensis Lin, Ballarin & Li, 2016
- Nesticella ducke Rodrigues & Buckup, 2007 — Бразилия
- Nesticella falcata Liu & Li, 2013 — Китай
- Nesticella foelixi Grall & Jäger, 2016
- Nesticella fuliangensis Lin, Ballarin & Li, 2016 — перенесён в Howaia
- Nesticella gazuida Lin, Ballarin & Li, 2016
- Nesticella gongshanensis Lin, Ballarin & Li, 2016
- Nesticella gracilenta Liu & Li, 2013 — Китай
- Nesticella griswoldi Lin, Ballarin & Li, 2016
- Nesticella helenensis (Hubert, 1977) — синоним Howaia mogera
- Nesticella hongheensis Lin, Ballarin & Li, 2016
- Nesticella huomachongensis Lin, Ballarin & Li, 2016 — перенесён в Howaia
- Nesticella insulana Ballarin, 2023 — Япония[6]
- Nesticella jingpo Lin, Ballarin & Li, 2016
- Nesticella kaohsiungensis Lin, Ballarin & Li, 2016
- Nesticella kerzhneri (Marusik, 1987) — Россия
- Nesticella laotica Grall & Jäger, 2016
- Nesticella lisu Lin, Ballarin & Li, 2016
- Nesticella liuzhaiensis Lin, Ballarin & Li, 2016
- Nesticella machadoi (Hubert, 1971) — Ангола
- Nesticella marapu Benjamin, 2004 — Индонезия
- Nesticella michaliki Grall & Jäger, 2016
- Nesticella mogera (Yaginuma, 1972) — перенесён в Howaia
- Nesticella mollicula (Thorell, 1898)
- Nesticella murici Rodrigues & Buckup, 2007 — Бразилия
- Nesticella nandanensis Lin, Ballarin & Li, 2016
- Nesticella nepalensis (Hubert, 1973) — Непал typus
- Nesticella occulta Ballarin, 2023 — Япония[6]
- Nesticella odonta (Chen, 1984) — Китай
- Nesticella okinawaensis (Yaginuma, 1979) — Япония
- Nesticella phami Lin, Ballarin & Li, 2016
- Nesticella potala Lin, Ballarin & Li, 2016
- Nesticella proszynskii (Lehtinen & Saaristo, 1980) — Ява
- Nesticella qiaoqiensis Lin, Ballarin & Li, 2016
- Nesticella qiongensis Lin, Ballarin & Li, 2016
- Nesticella quelpartensis (Paik & Namkung, 1969) — Корея
- Nesticella renata (Bourne, 1980) — New Ireland
- Nesticella robinsoni Lehtinen & Saaristo, 1980 — Новая Гвинея
- Nesticella robusta Lin, Ballarin & Li, 2016
- Nesticella rongtangensis Lin, Ballarin & Li, 2016 — перенесён в Howaia
- Nesticella sanchaheensis Lin, Ballarin & Li, 2016
- Nesticella sechellana (Simon, 1898) — Сейшеллы
- Nesticella semicircularis Liu & Li, 2013 — Китай
- Nesticella shanlinensis Liu & Li, 2013 — Китай
- Nesticella silvicola Ballarin, 2023 — Япония[6]
- Nesticella sogi Lehtinen & Saaristo, 1980 — Новая Гвинея
- Nesticella songi Chen & Zhu, 2004 — Китай
- Nesticella sulawesi Lin, Ballarin & Li, 2016
- Nesticella sumatrana Lin, Ballarin & Li, 2016
- Nesticella taurama Lehtinen & Saaristo, 1980 — Новая Гвинея
- Nesticella tibetana Lin, Ballarin & Li, 2016
- Nesticella utuensis (Bourne, 1980) — Новая Ирландия
- Nesticella vanlang Lin, Ballarin & Li, 2016
- Nesticella verticalis Liu & Li, 2013 — Китай
- Nesticella wanzaiensis Lin, Ballarin & Li, 2016 — перенесён в Howaia
- Nesticella xiongmao Lin, Ballarin & Li, 2016
- Nesticella xixia Lin, Ballarin & Li, 2016
- Nesticella yanbeiensis Lin, Ballarin & Li, 2016 — перенесён в Howaia
- Nesticella yao Lin, Ballarin & Li, 2016
- Nesticella yui Wunderlich & Song, 1995 — Китай
- Nesticella zhiyuani Lin, Ballarin & Li, 2016